# Marezzatura (legno)

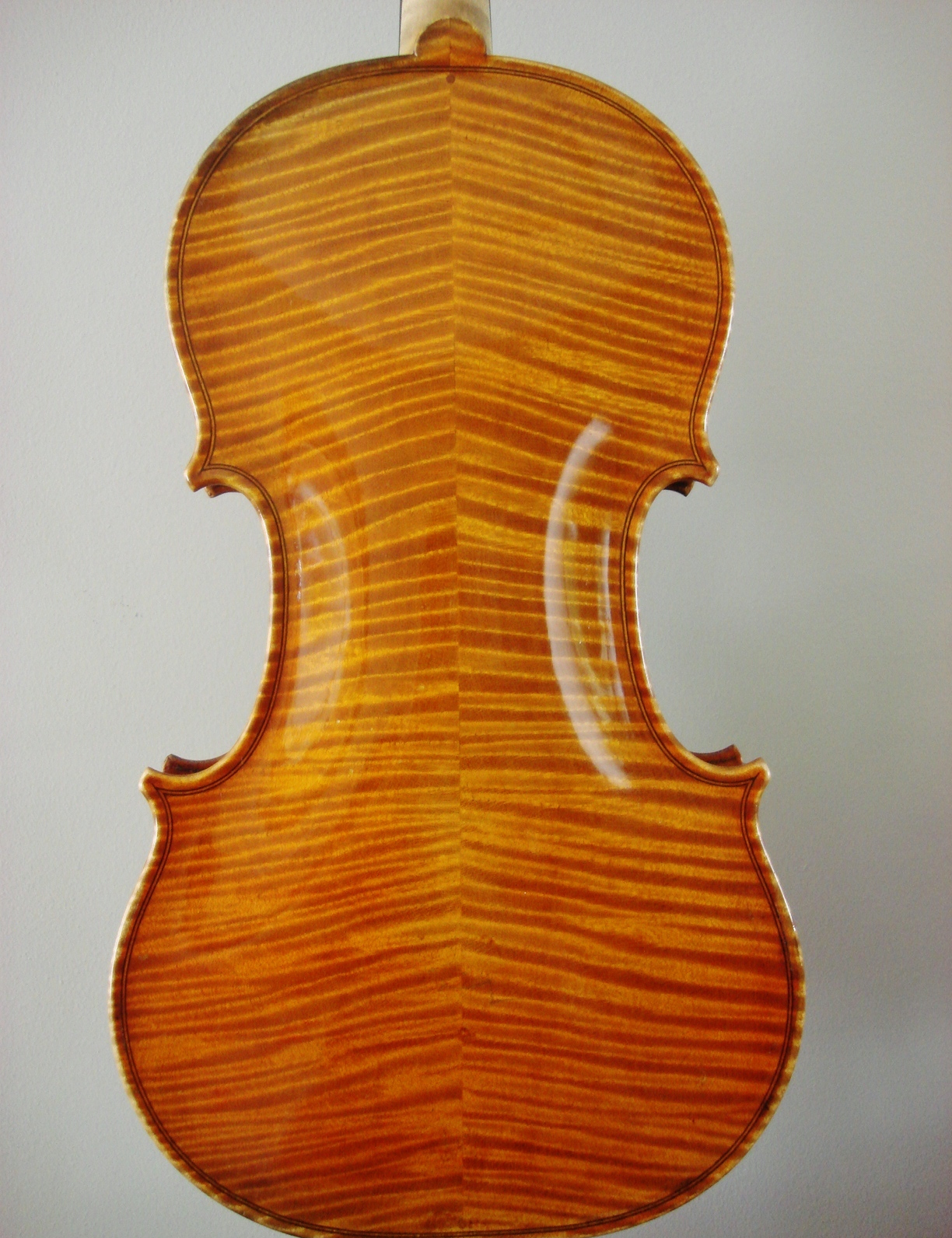
Evidente marezzatura nell'acero che costituisce il fondo di un violino. La marezzatura è in orizzontale, mentre la venatura del legno (molto meno evidente) è lungo la verticale.

La marezzatura è una caratteristica del legno che si osserva quando l'andamento delle fibre è flessuoso e irregolare. Ciò comporta dei disegni particolari che si vedono nel legno oltre alle venature di crescita stagionale e che conferiscono allo stesso un aspetto molto elegante, rendendo il legname ricercato per lavori di pregio. La marezzatura è dovuta a differenti cause, tra le quali biforcazioni dei rami, abbondante produzione di gemme, infezioni o ferite del legno, gelate. Tali alterazioni della struttura delle fibre possono inficiare negativamente sulla circolazione linfatica e talvolta incidono dunque negativamente sull'omogeneità e sulle caratteristiche del legno. Tra i legni con forte marezzatura vi sono l'acero, il legno serpente, la quercia, l'olivo, il noce.